# Vespadelus troughtoni
Vespadelus troughtoni — вид родини лиликових.

## Середовище проживання
Цей вид є ендеміком східної Австралії, від східного Квінсленду до північно-східного Нового Південного Уельсу. Цей вид був записаний в сухому лісі й тропічному рідколіссі, зі скелястими місцями проживання. Лаштує сідала невеликими групами серед каміння, в гірничих виробках, а іноді і в будівлях.

## Загрози та охорона
Здається, немає серйозних загроз для цього виду. Цей вид, зустрічаються на деяких природоохоронних територіях.